# باد أوراخ
باد اوراخ (بالألمانية: Bad Urach) هي بلدة، Luftkurort، location with spa، مدينة وبلدة ألمانية تقع في ألمانيا في بادن-فورتمبيرغ. يقدر عدد سكانها بـ 12,654 نسمة .

## المدن التوأمة
مدينة Enying هي مدينة توأمة لـباد اوراخ.

## معرض صور

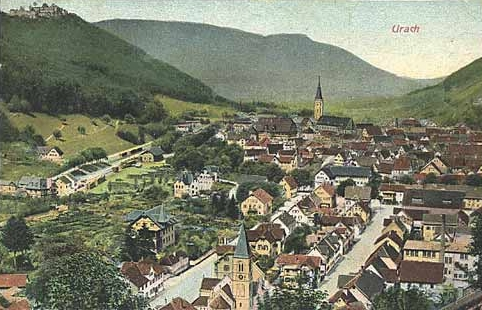
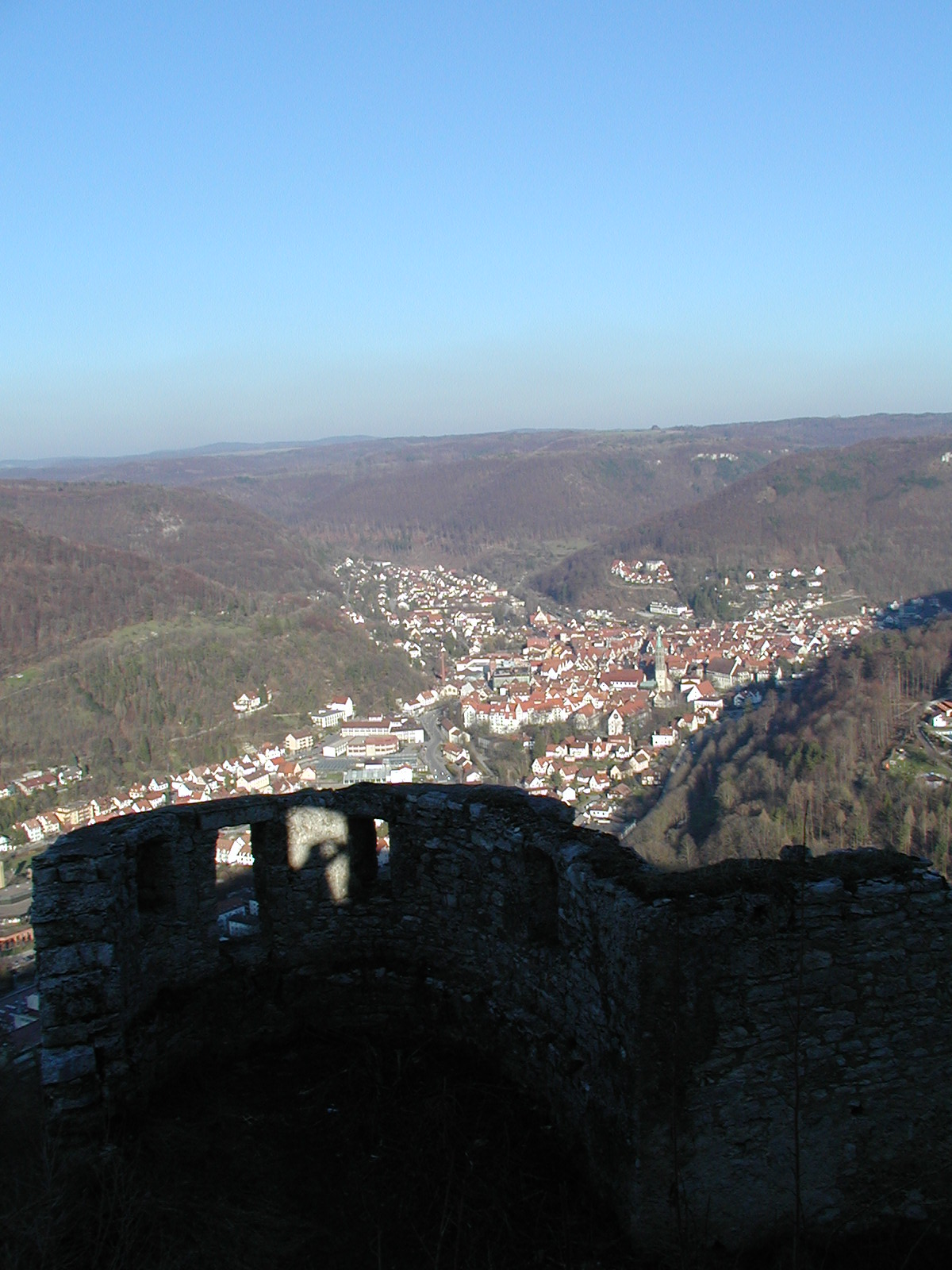
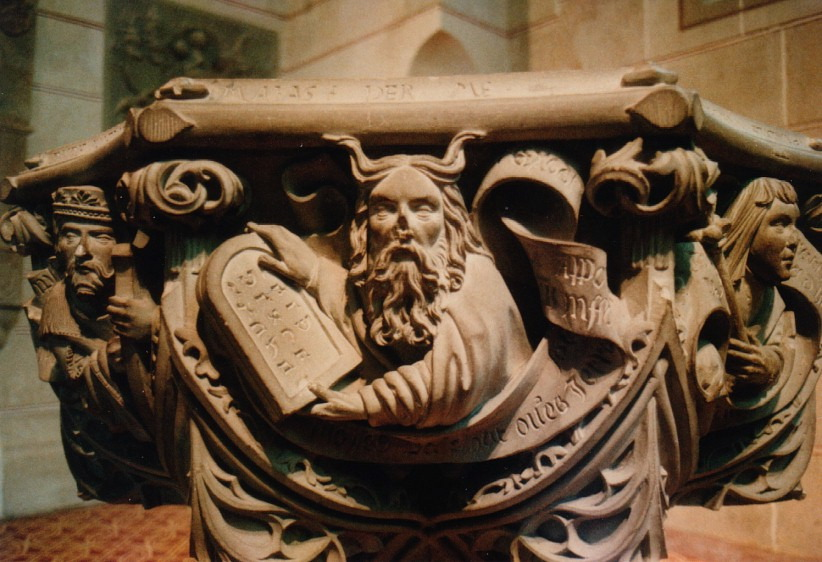

## أعلام
- فيرنر مولر
- جيم أوزديمير
- جورج جوس
- أولريش كيسلر